# Fanpost
Fanpost ist ein am 20. März 2009 von Kollegah veröffentlichter Disstrack, der sich vornehmlich gegen Fler, aber auch gegen Godsilla, Sido und Kitty Kat richtet. Der Track gilt als einer der bedeutendsten Disstracks in der Geschichte des Deutschrap.

## Hintergrund
Der sogenannte Beef zwischen dem Rapper Kollegah und dem Label Aggro Berlin entstand in der Veröffentlichungsphase des Samplers Chronik 2 von Selfmade Records. Am 11. März 2009 stellte Selfmade Records das Lied Westdeutschlands Kings von Kollegah, Favorite und Farid Bang als sogenannte „Pre-Single“ kostenlos ins Internet. Auf diesem greifen Kollegah und Favorite die Künstler Sido, Kitty Kat und Fler des Berliner Labels Aggro Berlin an. Zwei Tage später antworteten Fler, Kitty Kat und Godsilla mit Früher wart ihr Fans. Kurz nach ein Uhr am 20. März schließlich veröffentlichte Kollegah den Titel Fanpost per Downloadlink gefolgt von einem YouTube-Video, das lediglich ein Standbild von Kollegah mit den damals aktuellen Tourdaten enthielt. Das YouTube-Video hat bereits über 6 Millionen Aufrufe.

## Text und Musik
Textlich greift Kollegah insbesondere eine Geschichte aus Flers Jugend im Heim auf, bei dem dieser angeblich von anderen Heiminsassen mit einer Karotte anal penetriert worden wäre. Des Weiteren werden Godsilla (heute Silla), Sido und Kitty Kat namentlich erwähnt und gedisst. Außerdem äußert sich Kollegah abfällig über Flers Kleiderlabel und über seine Konflikte mit anderen Rappern aus seiner Umgebung. Als besondere Überraschung war am Ende des Tracks ein offensichtlich mitgeschnittenes Telefonat von Farid Bang mit einer Frau zu hören. Nach dem Auflegen folgte die Aufforderung an Produzent Rizbo, man solle jetzt weiter an Jung, brutal, gutaussehend arbeiten, dem gemeinsamen Album mit Kollegah, das bislang nur ein Gerücht war. Die Musik des Songs stammt von Vizir Beats aus Essen.

## Rezeption
Der Song gilt als einer der stärksten Disstracks im deutschen Rap, beendete den Beef jedoch nicht. Es folgte von Fler noch der Song Schrei nach Liebe in Anlehnung an den gleichnamigen Song von Die Ärzte. Nach dem Ende von Aggro Berlin wurde es kurze Zeit ruhiger, Sticheleien zwischen Fler und Kollegah blieben jedoch. Kollegah veröffentlichte 2016 den Track Fanpost 2, der trotz Video jedoch weitaus weniger Beachtung fand.
Bei den Hiphop.de Awards 2009 gewann Kollegah mit dem Song die Kategorie „Beste Punchline“.